# Катин (соединение)
Катин (D-норпсевдоэфедрин) — алкалоид, производное фенилэтиламина. Содержится в листьях ката, обладает слабым стимулирующим эффектом. При этом основным действующим веществом ката является не катин, а катинон.
Является стереоизомером фенилпропаноламина (норэфедрина). Все стереоизомеры катина как вещества, внесённого в список I "Перечня наркотических средств, психотропных веществ и их прекурсоров", являются запрещёнными к обороту на территории РФ.

## Биосинтез
Биогенетическим предшественником катина является аминокислота фенилаланин. Непосредственно катин синтезируется путём восстановления карбонильной группы катинона.

## Правовой статус
Катин внесён в Список III Конвенции по психотропным веществам. В России он внесён как психоактивное вещество в Список I (наркотические средства, психотропные вещества и их прекурсоры, оборот которых в Российской Федерации запрещён в соответствии с законодательством Российской Федерации и международными договорами Российской Федерации).